# Melanagromyza martini
Melanagromyza martini este o specie de muște din genul Melanagromyza, familia Agromyzidae, descrisă de Spencer în anul 1969. Conform Catalogue of Life specia Melanagromyza martini nu are subspecii cunoscute.